# ヤマダエコソリューション
株式会社ヤマダエコソリューション（英語: Yamada Eco Solution Co.,Ltd.）は、かつてヤマダ電機が販売した家電製品の配送及び取付設置工事の請負などを行っていた企業。かつてはヤマダ電機の子会社であったが、末期にはヤマダ電機との資本関係はなくなっていた。

## 概要
1995年8月に山口県下松市にて設立。1997年10月に山口県周南市に本社があるクライムが、ヤマダ電機から配送・取付の受託業務を開始。ヤマダ電機からの受注拡大に伴い、クライムから同事業の事業移管を受け、以降はヤマダ電機が販売した商品の配送・取付業務を行っていた他、CS管理や教育研修事業など、ヤマダ電機以外の企業向けのコンサルティング事業も行っていた。
2003年3月にヤマダ電機が株式の70%を取得し、ヤマダ電機の連結子会社となり、2009年4月に商号を株式会社クライムエンターテイメントから株式会社ヤマダエコソリューションに変更。ピークである2008年2月期は売上高118億8703万円の売上があったが、ヤマダ電機と他の外注業者が2009年4月以降、当社を経由せずに取引を開始したことなどにより売上が低下。その後はヤマダ電機が販売した商品の配送・取付業務の他にも、太陽光発電システム及びエコキュートなど環境関連分野の営業・設置工事事業や省エネ・オール電化リフォームのオーダーメイド型ソリューションの提供なども手掛けるようになったが、受注低下や競争激化、出店ペースの鈍化などにより売上が低下したと同時に資金繰りが悪化。
ヤマダ電機は2017年4月に、保有していたヤマダエコソリューション全株式を岡田雅登に売却したと同時に、ヤマダ電機グループから離脱した。これに追い打ちをかけるかのように、岡田が実質的経営者であったRONI WORLDが2019年10月に事業を停止して事後処理を弁護士に一任したことから、当社並びにグループ内における対外信用が一気に低下した。2019年11月以降はヤマダ電機関連の業務に集約し、福岡市と東京都中央区の2本社制から、東京都中央区の1本社制に集約するなどした。
2020年2月21日に債権者から破産を申し立てられ、同年9月11日に東京地方裁判所から破産手続開始決定を受けた。負債総額は37億7108万円。

## 沿革
- 1995年8月29日 - 山口県下松市にて設立。
- 2003年3月 - ヤマダ電機が株式の70%を取得し、ヤマダ電機の連結子会社となる。
- 2010年4月1日 - 商号を株式会社ヤマダエコソリューションへ変更。
- 2017年4月 - ヤマダ電機が保有していた全株式を岡田雅登に売却。
- 2020年
  - 2月21日 - 債権者から破産を申し立てられる。
  - 9月11日 - 東京地方裁判所から破産手続開始決定を受ける。